# Segundo Gabinete Kohl
| Cargo                                                                                        | Imagem    | Incumbente                                                | Partido | Partido | Secretário de Estado Parlamentar e Ministro de Estado                                                          | Partido |
| -------------------------------------------------------------------------------------------- | --------- | --------------------------------------------------------- | ------- | ------- | --- | ------- |
| Chanceler                                                                                    | zentriert | Helmut Kohl (* 1930)                                      |         | CDU     | Philipp Jenninger até 5 de novembro de 1984 Friedrich Vogel Peter Lorenz                                       | CDU     |
| Vice-Chanceler                                                                               | zentriert | Hans-Dietrich Genscher (* 1927)                           |         | FDP     | – | –       |
| Ministro das Relações Exteriores                                                             | zentriert | Hans-Dietrich Genscher (* 1927)                           |         | FDP     | Alois Mertes morreu em 16 de junho de 1985 Lutz Stavenhagen a partir de 4 de setembro de 1985 Jürgen Möllemann | CDU FDP |
| Ministro do Interior                                                                         | zentriert | Friedrich Zimmermann (1925–2012)                          |         | CSU     | Carl-Dieter Spranger Horst Waffenschmidt                                                                       | CSU CDU |
| Ministro da Justiça                                                                          | zentriert | Hans A. Engelhard (1934–2008)                             |         | FDP     | Hans Hugo Klein até 3 de novembro de 1983 Benno Erhard a partir de 3 de novembro de 1983                       | CDU     |
| Ministro das Finanças                                                                        | zentriert | Gerhard Stoltenberg (1928–2001)                           |         | CDU     | Hansjörg Häfele Friedrich Voss                                                                                 | CDU CSU |
| Ministro da Economia e Tecnologia                                                            | zentriert | Otto Graf Lambsdorff (1926–2009) até 27 de junho de 1984  |         | FDP     | Martin Grüner Rudolf Sprung                                                                                    | FDP CDU |
| Ministro da Economia e Tecnologia                                                            | zentriert | Martin Bangemann (* 1934) a partir de 27 de junho de 1984 |         | FDP     | Martin Grüner Rudolf Sprung                                                                                    | FDP CDU |
| Ministro da Nutrição, Agricultura e Defesa do Consumidor                                     |           | Ignaz Kiechle (1930–2003)                                 |         | CSU     | Georg Gallus Wolfgang von Geldern                                                                              | FDP CDU |
| Ministro de Intra-Relações                                                                   | zentriert | Heinrich Windelen (* 1921)                                |         | CDU     | Ottfried Hennig                                                                                                | CDU     |
| Ministro do Trabalho e Relações Sociais                                                      | zentriert | Norbert Blüm (* 1935)                                     |         | CDU     | Wolfgang Vogt Heinrich Franke até 30 de março de 1984 Stefan Höpfinger a partir de 4 de abril de 1984          | CDU CSU |
| Ministro da Defesa                                                                           | zentriert | Manfred Wörner (1934–1994) até 18 de maio de 1988         |         | CDU     | Peter Kurt Würzbach                                                                                            | CDU     |
| Ministro da Família, Idosos, Mulheres e Juventude                                            | zentriert | Heiner Geißler (* 1930) até 26 de setembro de 1985        |         | CDU     | Irmgard Karwatzki                                                                                              | CDU     |
| Ministro da Família, Idosos, Mulheres e Juventude                                            | zentriert | Rita Süssmuth (* 1937) a partir de 26 de setembro de 1985 |         | CDU     | Irmgard Karwatzki                                                                                              | CDU     |
| Ministro dos Transportes, Construção e Desenvolvimento das Cidades                           | zentriert | Werner Dollinger (1918–2008)                              |         | CSU     | Dieter Schulte                                                                                                 | CDU     |
| Ministro do Meio Ambiente, Proteção da Natureza e Segurança Nuclear desde 6 de junho de 1986 | zentriert | Walter Wallmann (1932–2013)                               |         | CDU     | – | –       |
| Ministro Postal e de Telecomunicações                                                        | zentriert | Christian Schwarz-Schilling (* 1930)                      |         | CDU     | Wilhelm Rawe                                                                                                   | CDU     |
| Ministro dos Transportes, Construção e Desenvolvimento das Cidades                           |           | Oscar Schneider (* 1927)                                  |         | CSU     | Friedrich-Adolf Jahn                                                                                           | CDU     |
| Ministro da Educação e Pesquisa                                                              | zentriert | Heinz Riesenhuber (* 1935)                                |         | CDU     | Albert Probst                                                                                                  | CSU     |
| Ministro da Educação e Ciência                                                               | zentriert | Dorothee Wilms (* 1929)                                   |         | CDU     | Anton Pfeifer                                                                                                  | CDU     |
| Ministro para Cooperação e Desenvolvimento                                                   |           | Jürgen Warnke (1932–2013)                                 |         | CSU     | Volkmar Köhler                                                                                                 | CDU     |
| Ministro de Casos Especiais desde 15 de novembro de 1984                                     | zentriert | Wolfgang Schäuble (* 1942)                                |         | CDU     | – | –       |